# Šušanj
Šušanj (cyr. Шушањ) – wieś w Czarnogórze, w gminie Bar. W 2011 roku liczyła 2637 mieszkańców.